# Museo Lamborghini
Museo Lamborghini (или Музей Lamborghini) -  автомобильный музей, принадлежащий и управляемый Automobili Lamborghini S.p.A в Сант-Агата-Болоньезе, Эмилия-Романья, Италия. Двухэтажный музей открылся в 2001 году и был реконструирован в июне 2016 года, чтобы предоставить выставочную площадь для большего количества моделей. Цель музея - охватить все основные этапы истории Lamborghini. Для этой цели в музее представлено фамильное дерево, в котором представлены все модели, выпущенные компанией. Текущая галерея содержит знаковые суперкары, такие как 350 GT и Sesto Elemento, и единичные и концептуальные автомобили, такие как концепты Veneno и Miura.

## Галерея

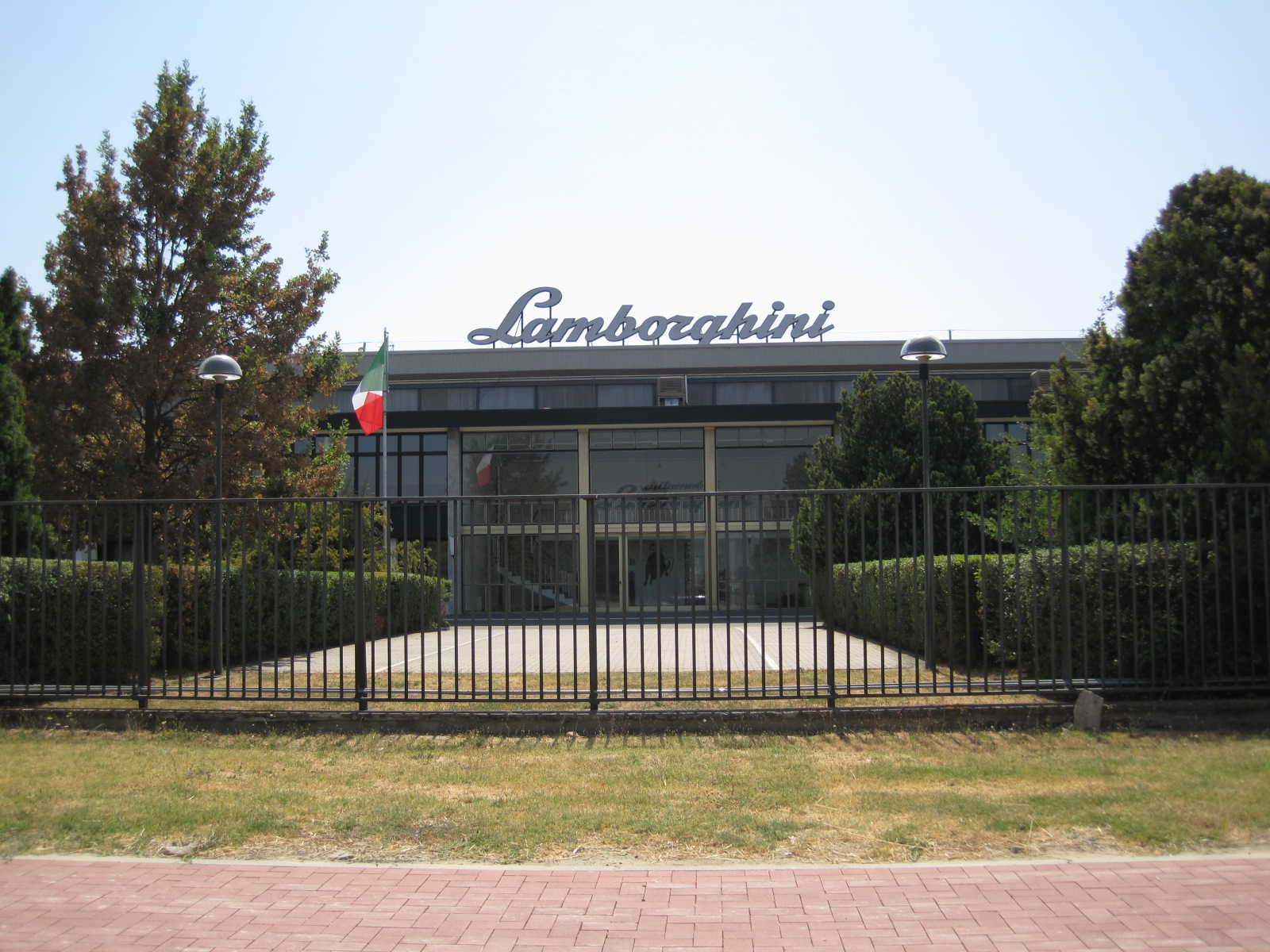
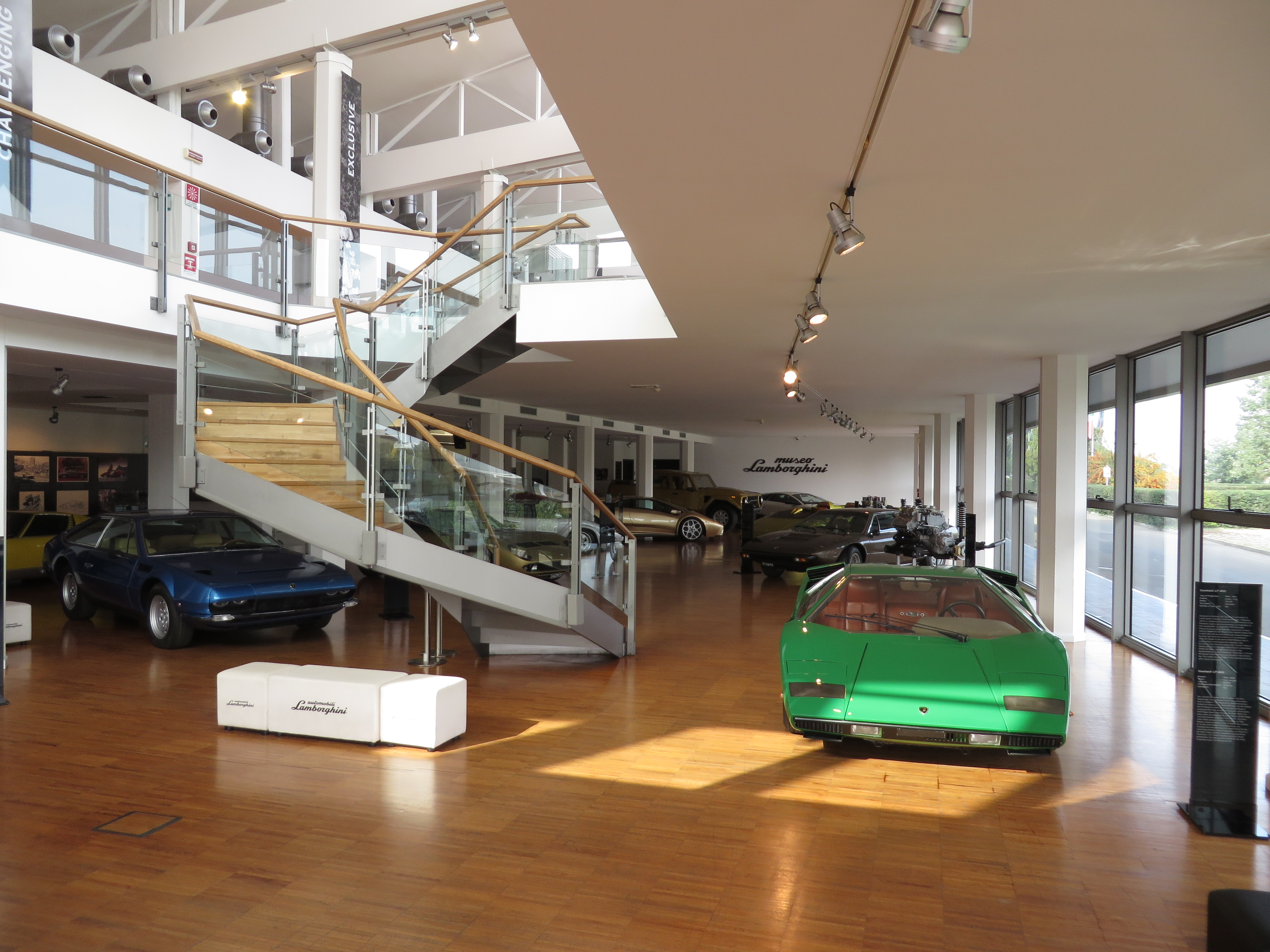
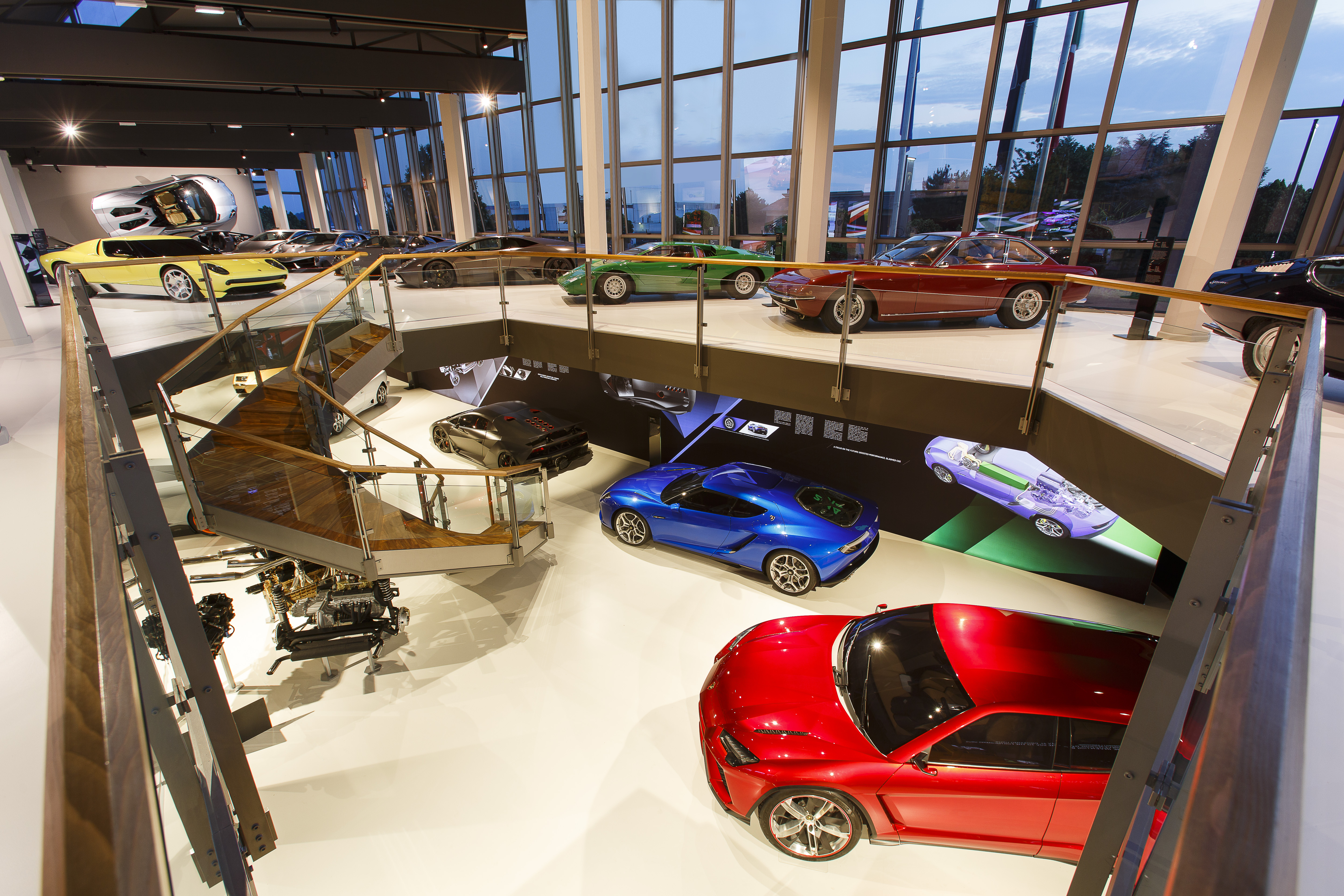
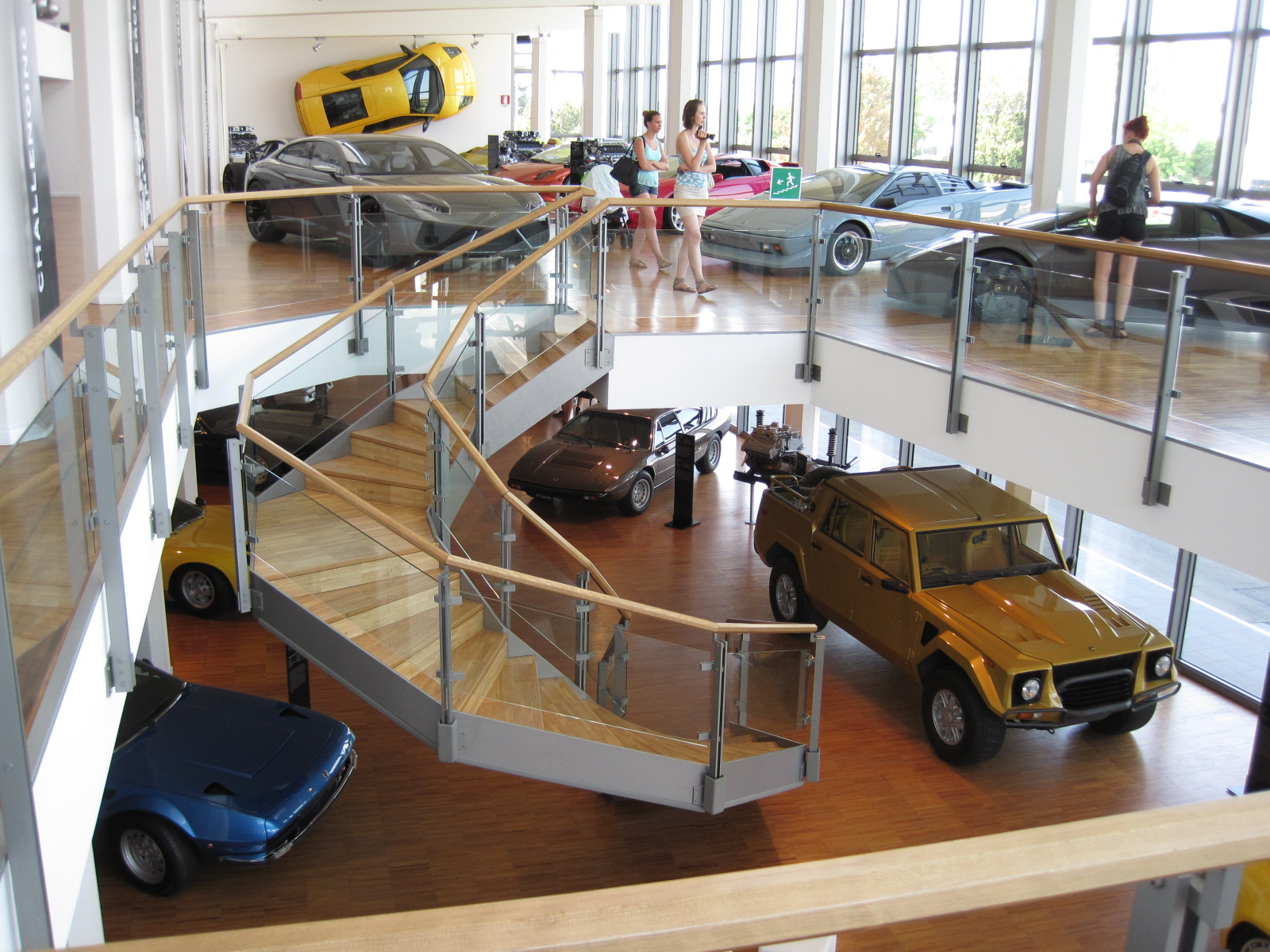